# مريجة (لبنان)
مريجة هي إحدى القرى اللبنانية من قرى قضاء بعبدا في محافظة جبل لبنان.